# Indické námořní letectvo
Indické námořní letectvo (anglicky Naval Aviation, hindsky भारतीय नौसेना वायु शाखा) je letecká složka Indického námořnictva. Jeho hlavním určením je podpora operací námořnictva bojem proti hladinovým cílům, protivzdušnou obranou floty, průzkumem a protiponorkovým bojem.
Kromě letadel na pozemních základnách a vrtulníků disponuje i palubními letouny operujícími z palub letadlových lodí INS Viraat a INS Vikramaditya.

## Přehled letecké techniky

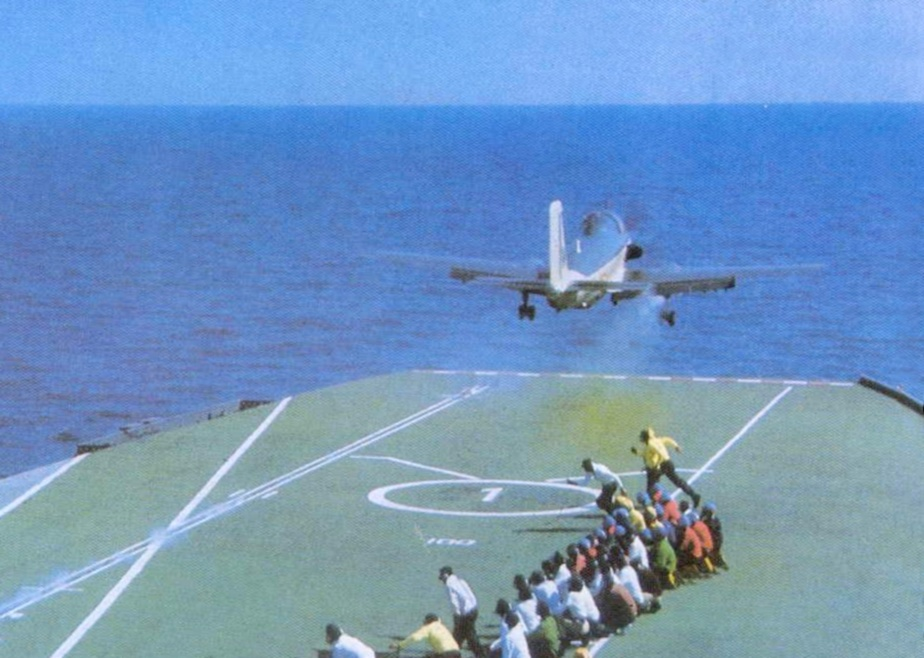
Start Breguetu Alizé z INS Vikrant v době indicko-pákistánské války v roce 1971

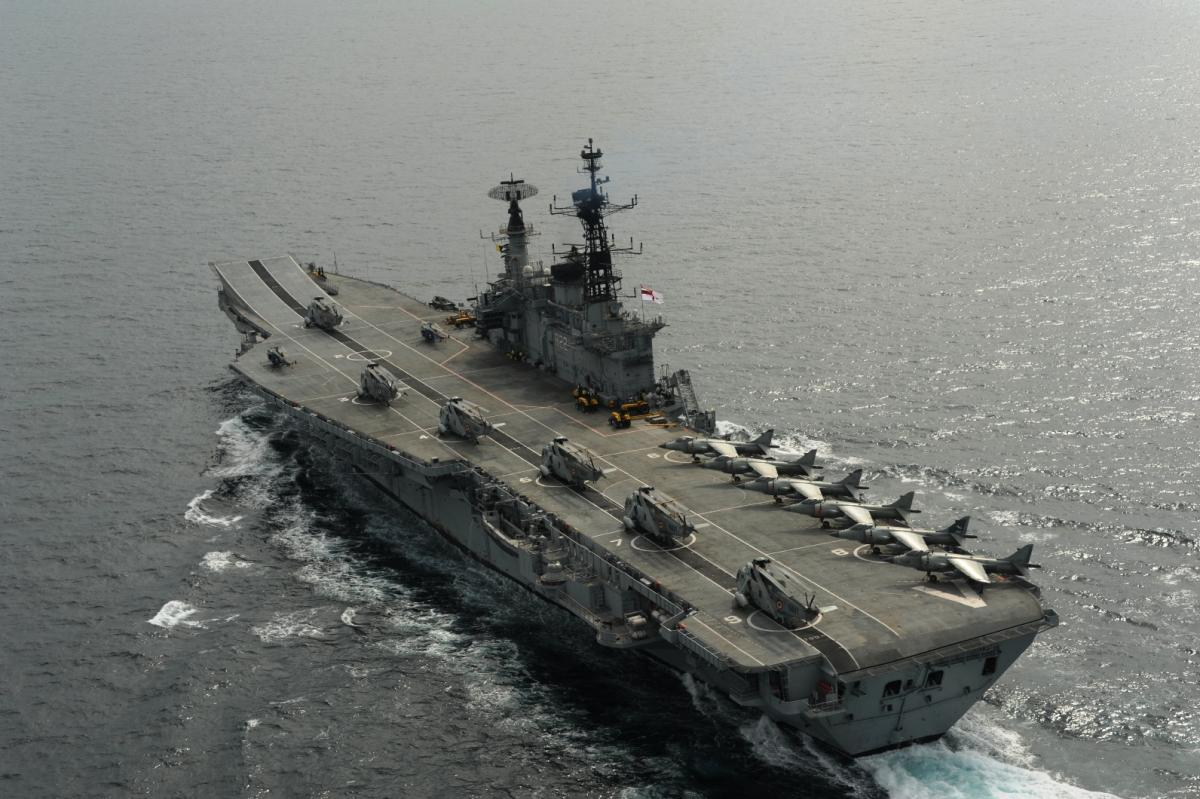
Pohled na palubu INS Viraat se stroji Sea Harrier FRS.51 a Sea King, květen 2016

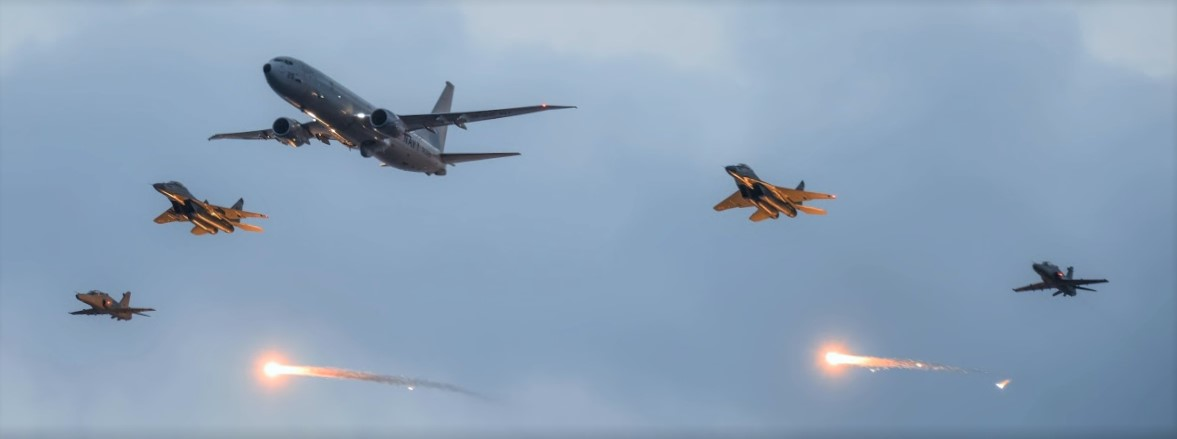
Přelet formace indických námořních letounů během mezinárodní přehlídky námořních sil International Fleet Review 2016

Tabulka obsahuje přehled letecké techniky Indického námořnictva podle Flightglobal.com.
| Název                     | Původ                | Určení                                                   | Verze                   | V aktivní službě | Poznámky |                |
| Bojové letouny            | Bojové letouny       | Bojové letouny                                           | Bojové letouny          | Bojové letouny   | Bojové letouny | Bojové letouny |
| ------------------------- | -------------------- | -------------------------------------------------------- | ----------------------- | ---------------- | --- | -------------- |
| HAL Tejas                 | Indie                | palubní lehký víceúčelový bojový letoun kategorie STOBAR | Tejas LCA/NLCA          | 0                | Objednáno 8 kusů. Ve vývoji je také pokročilá varianta HAL TEDBF.                                                                          |                |
| MiG-29                    | Sovětský svaz/ Rusko | palubní stíhací letoun kategorie STOBARdvoumístný letoun | MiG-29KMiG-29KUB        | 369              | Od ledna 2017 probíhal tendr na nahrazení typu modernějším. Jako nástupce byl v roce 2025 vybrán francouzský typ Rafale M.                 |                |
| Speciální letadla         |                      |                                                          |                         |                  | |                |
| Boeing P-8 Poseidon       | USA                  | námořní hlídkový letoun                                  | P-8I Neptune            | 8                | Objednány další 3 kusy závazně a 12 předběžně.                                                                                             |                |
| Britten-Norman Islander   | Spojené království   | lehký námořní hlídkový letoun                            | BN-2/MPA                | 4                | |                |
| Dornier Do 228            | Německo              | námořní hlídkový letoun                                  | Do 228MPA               | 24               | Objednáno dalších 12 kusů. |                |
| Iljušin Il-38             | Sovětský svaz        | námořní hlídkový letoun                                  | Il-38 Sea Dragon        | 5                | |                |
| Kamov Ka-27               | Sovětský svaz/ Rusko | vrtulník AWACS                                           | Kamov Ka-31 AEW         | 14               | |                |
| ShinMaywa US-2            | Japonsko             | obojživelný létající člun pro úkoly SAR                  |                         | 0                | Předběžně objednáno 12 kusů, z nichž 2 mají být přímo importovány z Japonska a zbývající sestaveny v Indii za použití dovezených součástí. |                |
| Vrtulníky                 |                      |                                                          |                         |                  | |                |
| Aérospatiale Alouette III | Francie/ Indie       | lehký víceúčelový vrtulník                               | SA316B/SA319/HAL Chetak | 36               | Objednáno dalších 6 kusů. |                |
| HAL Dhruv                 | Indie                | víceúčelový vrtulník                                     | Dhruv ALH               | 8                | Objednáno dalších 16. |                |
| Kamov Ka-28               | Sovětský svaz/ Rusko | protiponorkový vrtulník                                  |                         | 14               | |                |
| Sikorsky S-61 Sea King    | USA                  | víceúčelový palubní vrtulník                             | S-61/UH-3H              | 6                | |                |
| Sikorsky S-70             | USA                  | protiponorkový a víceúčelový palubní vrtulník            | MH-60R Seahawk          | 0                | Objednáno 24 kusů. Typ nahradí indickou flotilu strojů Sea King.                                                                           |                |
| Westland Sea King         | Spojené království   | víceúčelový palubní vrtulník                             | HAS Mk.42               | 25               | |                |
| Cvičná letadla            |                      |                                                          |                         |                  | |                |
| BAE Hawk                  | Spojené království   | proudový cvičný letoun                                   | Hawk Mk.132             | 17               | |                |
| HAL HJT-16 Kiran          | Indie                | proudový letoun pro základní výcvik                      |                         | 20               | Plánována náhrada typem HJT-36 Sitar. |                |